# Brumath
Brumath je občina v departmaju Bas-Rhin francoske regije Alzacija.
Leta 2008 je v občini živelo 9.912 oseb oz. 366 oseb/km².